# Faniel Tewelde
Faniel Temesgen Tewelde (Noruega, 9 de septiembre de 2006) es un futbolista noruego. Puede jugar de extremo o delantero centro y su equipo actual es el Lommel Sportkring de la Segunda División de Bélgica.

## Trayectoria
Debutó como profesional el 19 de mayo de 2022 con Odds Ballklubb, ingresó en los minutos finales para enfrentar a Hei IL en la primera ronda de la Copa de Noruega y ganaron 1-6.
En su primera temporada como profesional jugó 2 partidos en el campeonato local y 2 por la copa nacional.
Para la temporada 2023 tuvo más rodaje y convirtió 6 goles en 23 partidos jugados. Al año siguiente continuó con participación y en 17 juegos, convirtió 5 goles.
En julio de 2024 fue fichado por Lommel Sportkring para jugar en Bélgica, firmó contrato por 3 años.

## Selección nacional
Ha sido internacional con la selección de fútbol de Noruega en las categorías sub-15, sub-16, sub-17 y sub-18.

## Estadísticas

### Clubes
Actualizado al último partido citado el 9 de agosto de 2025.
| Club                     | Div.          | Temporada     | Liga  | Liga  | Liga   | Copas nacionales | Copas nacionales | Copas nacionales | Copas internacionales | Copas internacionales | Copas internacionales | Total | Total | Total  |
| Club                     | Div.          | Temporada     | Part. | Goles | Asist. | Part.            | Goles            | Asist.           | Part.                 | Goles                 | Asist.                | Part. | Goles | Asist. |
| ------------------------ | ------------- | ------------- | ----- | ----- | ------ | ---------------- | ---------------- | ---------------- | --------------------- | --------------------- | --------------------- | ----- | ----- | ------ |
| Odds Ballklubb · Noruega | 1.ª           | 2022          | 2     | 0     | 1      | 2                | 0                | 0                | —                     | —                     | —                     | 4     | 0     | 1      |
| Odds Ballklubb · Noruega | 1.ª           | 2023          | 20    | 5     | 0      | 3                | 1                | 0                | —                     | —                     | —                     | 23    | 6     | 0      |
| Odds Ballklubb · Noruega | 1.ª           | 2024          | 14    | 3     | 0      | 3                | 2                | 0                | —                     | —                     | —                     | 17    | 5     | 0      |
| Odds Ballklubb · Noruega | Total club    | Total club    | 36    | 8     | 1      | 8                | 3                | 0                | 0                     | 0                     | 0                     | 44    | 11    | 1      |
| Lommel S. K. · Bélgica   | 2.ª           | 2024-25       | 4     | 0     | 0      | 1                | 0                | 0                | —                     | —                     | —                     | 5     | 0     | 0      |
| Lommel S. K. · Bélgica   | 2.ª           | 2025-26       | 1     | 0     | 0      | -                | -                | -                | —                     | —                     | —                     | 1     | 0     | 0      |
| Lommel S. K. · Bélgica   | Total club    | Total club    | 5     | 0     | 0      | 1                | 0                | 0                | 0                     | 0                     | 0                     | 6     | 0     | 0      |
| Total carrera            | Total carrera | Total carrera | 41    | 8     | 1      | 9                | 3                | 0                | 0                     | 0                     | 0                     | 50    | 11    | 1      |
| 1.                       |               |               |       |       |        |                  |                  |                  |                       |                       |                       |       |       |        |

### Selección
Actualizado al último partido citado el 10 de junio de 2024.
| Selección         | Temporada         | Continental | Continental | Continental | Mundial | Mundial | Mundial | Amistosos | Amistosos | Amistosos | Total | Total | Total  |
| Selección         | Temporada         | Part.       | Goles       | Asist.      | Part.   | Goles   | Asist.  | Part.     | Goles     | Asist.    | Part. | Goles | Asist. |
| ----------------- | ----------------- | ----------- | ----------- | ----------- | ------- | ------- | ------- | --------- | --------- | --------- | ----- | ----- | ------ |
| Sub-15 · Noruega  | 2021              | —           | —           | —           | —       | —       | —       | 7         | 2         | 0         | 7     | 2     | 0      |
| Sub-15 · Noruega  | Total sel.        | 0           | 0           | 0           | 0       | 0       | 0       | 7         | 2         | 0         | 7     | 2     | 0      |
| Sub-16 · Noruega  | 2022              | —           | —           | —           | —       | —       | —       | 9         | 1         | 0         | 9     | 1     | 0      |
| Sub-16 · Noruega  | Total sel.        | 0           | 0           | 0           | 0       | 0       | 0       | 9         | 1         | 0         | 9     | 1     | 0      |
| Sub-17 · Noruega  | 2022-23           | 6           | 5           | 3           | —       | —       | —       | 8         | 2         | 0         | 14    | 7     | 3      |
| Sub-17 · Noruega  | Total sel.        | 6           | 5           | 3           | 0       | 0       | 0       | 8         | 2         | 0         | 14    | 7     | 3      |
| Sub-18 · Noruega  | 2024              | —           | —           | —           | —       | —       | —       | 4         | 3         | 0         | 4     | 3     | 0      |
| Sub-18 · Noruega  | Total sel.        | 0           | 0           | 0           | 0       | 0       | 0       | 4         | 3         | 0         | 4     | 3     | 0      |
| Total selecciones | Total selecciones | 6           | 5           | 3           | 0       | 0       | 0       | 28        | 8         | 0         | 34    | 13    | 3      |
| 1.                |                   |             |             |             |         |         |         |           |           |           |       |       |        |